# Dalibor Řimský
Dalibor Řimský (ur. 20 czerwca 1971) – czeski hokeista.

## Kariera
- HC Slezan Opava (1988-1997)
  -  HC Oceláři Trzyniec (1994/1995)
- HKm Zvolen (1997-1998)[1]
- Polonia Bytom (2000-2001)
- GKS Tychy (2001-2002)
- Unia Oświęcim (2002-2004)
- Cracovia (2004)
- TKH Toruń (2004/2005)
- HC Unicov (2005-2006)
- HC STK Harasim Štěpánkovice (2014/2015)

W lidze polskiej występował w sezonie 2000/2001 w Polonii Bytom
, w sezonie 2001/2002 w GKS Tychy, w sezonach 2002/2003, 2003/2004 w Unii Oświęcim, w sezonie 2004/2005 w barwach najpierw Cracovii i następnie w TKH Toruń.

## Sukcesy
Klubowe
- Złoty medal 1. ligi: 1995 z Oceláři Trzyniec, 1996 z HC Opava
- Awans do ekstraligi: 1995 z Oceláři Trzyniec, 1996 z HC Opava
- Brązowy medal mistrzostw Polski: 2001 z Polonią Bytom, 2002 z GKS Tychy
- Złoty medal mistrzostw Polski: 2003, 2004 z Unią Oświęcim